# Okkert Brits
Okkert Brits (Uitenhage, Cabo Oriental, 22 de agosto de 1973) é um antigo atleta sul-africano, especialista em salto com vara.
Para além de ter sido campeão mundial em 2003, foi um dos poucos homens a terem transposto a fasquia dos seis metros quando, naquele mesmo ano, em Colónia, passou a 6,03 m.

## Ver Também
- Desafio dos Campeões